# Costantino Berlenghi
Costantino Berlenghi (Fivizzano, 1º maggio 1933 – Camaiore, 9 dicembre 2024) è stato un generale italiano che ha ricoperto, tra gli altri, il ruolo di comandante generale della Guardia di Finanza dal 1991 al 1997.

## Biografia
Berlenghi è nato a Fivizzano, in provincia di Massa-Carrara il 1º maggio 1933.
Proviene dall'8º Corso dell'Accademia Militare di Modena, dove ha conseguito il grado di Sottotenente di artiglieria nel 1953, ed ha frequentato la Scuola di Guerra di Civitavecchia. Ha ricoperto, tra gli altri incarichi, quelli di Comandante del 5º Reggimento artiglieria da campagna, della 32ª Brigata corazzata della Divisione "Ariete" e della Divisione corazzata "Centauro", vicecomandante della Regione Militare Nord-Est e Comandante delle Regioni Militari della Sardegna e Tosco-Emiliana. Quale Ufficiale di Stato Maggiore ha prestato servizio presso Comandi di Grandi Unità a tutti i livelli, nonché presso lo Stato Maggiore dell'Esercito e lo Stato Maggiore della Difesa. Infine, ha ricoperto la carica di Direttore Generale per gli Ufficiali dell'Esercito presso il Ministero della Difesa.
Promosso generale d'armata il 25 maggio 1986, il 21 settembre 1991 è stato nominato Comandante Generale della Guardia di Finanza, carica che ha retto fino al 10 gennaio 1997.
È morto il 9 dicembre 2024.